# Chronologie de la présidence de François Mitterrand (1982)
La présidence de François Mitterrand s'est étendue sur deux septennats. La chronologie qui suit débute au 1er janvier 1982 et s'achève au 31 décembre 198é, soit la deuxième année du Premier septennat de François Mitterrand. Pour avoir accès à la liste complète de ses déplacements à l'étranger, voir la page Liste des voyages présidentiels de François Mitterrand.

## Janvier
Lundi 4 janvier : Cérémonie des vœux de nouvelle année au palais de l'Élysée. Report du voyage prévu en Israël du fait des tensions entre ledit pays et le Liban.
13 janvier : Conseil des ministres. Le président décide que la réduction du temps de travail à 39 heures se fera sans baisse de salaires, de sorte à favoriser le pouvoir d'achat.
17 janvier : Élections législatives partielles pour quatre sièges dont l'élection a été annulée par le Conseil constitutionnel. La droite gagne les sièges.
Lundi 18 janvier : Signature d'un contrat d'armement avec l'Irak pour 26 Mirage et 140 Exocet.
19 janvier : Le président accède à la demande d'Hosni Moubarak et envoie des troupes françaises dans le sud de l'Égypte. Il prépare un statut des anciens présidents de la République.
20 janvier : Conseil des ministres. Autorisation du recours à l'article 49, alinéa 3 de la Constitution française pour passer en force sur le projet de loi sur les nationalisations, remanié après avoir fait l'objet de critiques par le Conseil constitutionnel.
24 janvier : Après la naissance du premier bébé éprouvette, le président prend la décision de créer le Comité consultatif national d'éthique, sur proposition de Michel Serres.
Lundi 25 janvier : Début des négociations du ministre Alain Savary sur la réforme de l'école privée.
26 janvier : Entretien avec le roi Hassan II au palais de l’Élysée, jusqu'au 30 janvier.
28 janvier : La loi sur les nationalisations est adoptée par recours à l'article 49, alinéa 3, de la Constitution. A l'Organisation des Nations unies, la France se déclare contre l'annexion du Golan par Israël, mais n'utilise pas son droit de veto, considérant que cela « outrepasserait les compétences des Nations Unies ».

## Février
Lundi 1er février : Entretien avec Hosni Moubarak. Discussion au sujet de la situation au Moyen-Orient.
17 février : Conseil des ministres. Sont nommés les chefs des entreprises nationalisées. Le seul poste obtenu par un communiste est celui des Charbonnages de France.
26 février : Le président se rend à un sommet franco-italien à Rome.
27 février : Suite du sommet et rencontre avec Jean-Paul II au Vatican. Retour à Paris.

## Mars
3 au 4 mars : Visite diplomatique en Israël. Discours à la Knesset sur la nécessité d'une solution à deux États, provoquant des tensions diplomatiques. La première loi Defferre relative à la décentralisation est votée.
12 mars : Déplacement présidentiel aux États-Unis. Rencontre en tête à tête entre le Président Mitterrand et le Président Reagan. Discussion stratégique sur les relations est-ouest, les taux d'intérêt élevés, et la géopolitique de l'Amérique latine. Retour dans la soirée.
14 mars : Premier tour des élections cantonales, qui marque une déroute électorale pour la gauche. 
24 mars : Conseil des ministres. Adoption de sept ordonnances sur des sujets relatifs aux droits sociaux, énumérés par Jacques Attali comme traitant de « la retraite à 60 ans, le cumul emploi-retraite, le travail à temps partiel, l'insertion des jeunes, la création du chèque-vacances ». 
29 mars : Attentat dans le TGV Paris-Toulouse, par le terroriste international Carlos. Une bombe explose à l'ambassade de France à Vienne, et à Beyrouth, contre l'antenne locale de l'Agence France-Presse et un policier. 
31 mars : Conseil des ministres. La création de la Haute Autorité de la communication audiovisuelle est entérinée.  

## Avril
2 avril : Par décret, le Service de documentation extérieure et de contre-espionnage est renommé en Direction générale de la Sécurité extérieure et est réorganisée par Pierre Marion. La guerre des Malouines commence.
14 au 18 avril : Voyage diplomatique du président au Japon. Discours devant la Diète du Japon. Rencontre avec le Premier ministre Zenkō Suzuki. Le protectionnisme japonais, ainsi que le futur G7 en France, sont abordés. Rencontre avec l'Empereur du Japon. Voyage à Kyoto.
19 avril : Déplacement au Canada, rencontre avec Pierre Elliott Trudeau. Discussions au sujet du futur G7.

## Mai
19 mai : Début de la première tournée africaine du président. Premier arrêt en Algérie.
20 au 25 mai : Arrêt à Niamey, puis à Abidjan, à Dakar, et à Nouakchott.

## Juin
4 au 6 juin : Début du sommet du G7 au château de Versailles. Dîner entre le président Mitterrand et Ronald Reagan.
12 juin : Une dévaluation française de 5,75%, et une réévaluation du mark de 4,25%, est décidée.
16 au 17 juin : Déplacement en Autriche, à Vienne, pour rencontrer le Président Rudolf Kirchschläger et le Premier ministre Bruno Kreisky. Publication d'une déclaration commune sur la situation au Liban.
21 juin : Première célébration de la fête de la musique.
22 juin : Voyage diplomatique du président en Espagne. Les discussions portent sur l'entrée de l'Espagne dans la Communauté économique européenne ainsi que sur le terrorisme basque.
23 juin : Conseil des ministres. Le projet de loi sur le blocage des salaires et des prix est adopté pour quatre mois afin de freiner l'inflation.
29 juin : Nomination de Pierre Bérégovoy au poste de ministre des Affaires sociales, en remplacement de Nicole Questiaux. Vacance temporaire au secrétariat général de l'Elysée, comblée par Jacques Attali.
30 juin : Nomination de Jean-Louis Bianco au poste de secrétaire général de l’Élysée, sur proposition de Jacques Attali.

## Juillet
5 juillet : Laurent Fabius alerte le Président Mitterrand sur la situation économique de la France et incite au tournant de la rigueur. Le déficit de la balance commerciale est estimé à 75 milliards de francs. Il préconise la création d'instruments d'épargnes nouveaux pour l'orienter vers des investissements. Le président reçoit le Président de la République italienne, Alessandro Pertini.
8 juillet : Signature du décret obligeant tous les établissements hospitaliers publics à pratiquer l'IVG.
13 juillet : Première rencontre entre le président et Christian Prouteau. Décision de mise en place d'une cellule antiterroriste d'écoutes ad hoc à l’Élysée, qui débouchera sur l'affaire des écoutes de l'Élysée.
16 juillet : Le ministre de la Défense, Charles Hernu, rompt les livraisons d'armement à Israël à la suite des incidents avec l'OLP.
27 juillet : L'Assemblée nationale abolit le « délit d'homosexualité ».

## Août
4 août : La première lois Auroux est promulguée, faisant évoluer le droit du travail.
9 août : Attentat de la rue des Rosiers.
18 août : Conseil des ministres. Le groupe Action directe est dissout.
30 août : Arrestation des Irlandais de Vincennes. Début de l'affaire homonyme.

## Septembre
Lundi 13 septembre : Le président égyptien Hosni Moubarak est reçu à l’Élysée. 

## Octobre
6 au 11 octobre : Deuxième voyage diplomatique du président en Afrique. Premier arrêt au Burundi, débats sur la coopération franco-burundaise. Suite du séjour au Burundi et étape au Rwanda. Arrêt en République démocratique du Congo, à Kinshasa, pour le neuvième sommet franco-africain. Arrêt à Brazzaville et fin du voyage. 
27 octobre : Conseil des ministres. La décision de supprimer le blocage des prix est entérinée, provoquant un regain d'inflation.

## Novembre
9 novembre : Pierre Marion démissionne de la Direction générale de la Sécurité extérieure.
10 novembre : Conseil des ministres. Pierre Marion et est remplacé par Pierre Lacoste à la tête de la Direction générale de la Sécurité extérieure.
24 novembre : Conseil des ministres. Un plan de rigueur est décidé, et plus de 10 milliards de francs de coupes dans l'assurance-chômage sont décidées. Déplacement en Égypte, au Caire. 
25 novembre : Entretien avec le président Hosni Moubarak. 
26 novembre : Arrêt à Assouan. Départ vers l'Inde, et arrêt à Delhi. Rencontre avec Indira Gandhi. La France accepte de livrer de l'uranium enrichi à l'Inde.
30 novembre : La Commission nationale de l'informatique et des libertés donne son accord à la création d'un fichier national qui recense les terroristes confirmés et présumés.

## Décembre
3 et 4 décembre : Le président se rend au Sommet européen à Copenhague, où le futur de la Communauté européenne, en termes d'élargissement et de problèmes agricoles, est discuté.
7 décembre : Jean-Pierre Cot présente sa démission.
10 décembre : Signature par la France de la Convention des Nations unies sur le droit de la mer.
20 décembre : Le président promulgue la loi prévoyant le remboursement de l'IVG par la sécurité sociale, et une loi prévoyant la création d'un troisième concours à l'École nationale d'administration.
23 décembre : Le président promulgue la loi Auroux. Signature d'un accord de désistement mutuel entre PS et PCF en vue des municipales de 1983.